# 普拉塞 (杜省)
普拉塞（法語：Placey，法語發音：[plasɛ]）是法国杜省的一个市镇，属于贝桑松区。

## 地理
普拉塞（47°15'36"N, 5°50'48"E）面积2.57 平方千米，位于法国勃艮第-弗朗什-孔泰大區杜省，该省份为法国东部内陆省份，北起上索恩省，西接汝拉省，东部及东南部与瑞士接壤，东北部与贝尔福地区省接壤。
与普拉塞接壤的市镇（或旧市镇、城区）包括：努瓦龙特、欧德、弗拉内、拉韦尔奈、马兹罗勒勒萨兰、勒科洛涅。

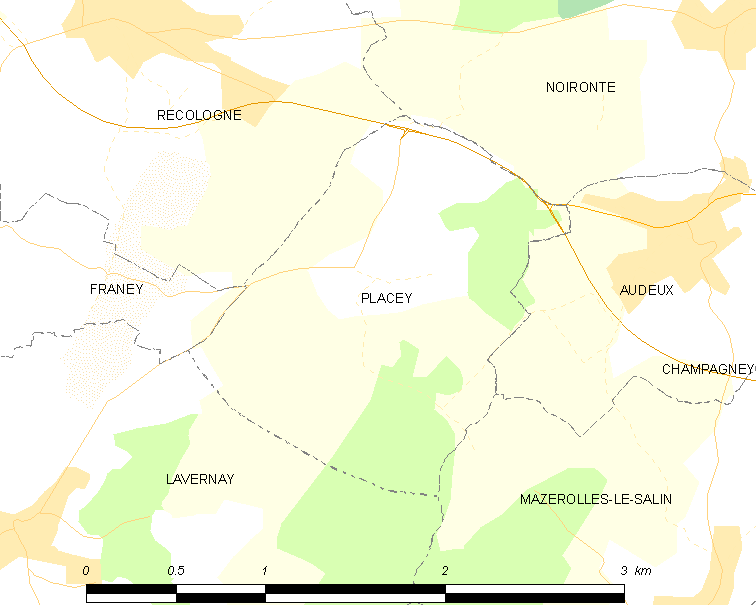
的OSM定位图

普拉塞的时区为UTC+01:00、UTC+02:00（夏令时）。

## 行政
普拉塞的邮政编码为25170，INSEE市镇编码为25455。

## 政治
普拉塞所属的省级选区为圣维特县。

## 人口

1962-2008年间人口变化图示

普拉塞于2022年1月1日时的人口数量为193人。